# Casiano Delvalle
Casiano Wilberto Delvalle Ruiz ou simplesmente Casiano Delvalle, (Lambaré, 13 de agosto de 1970), é um ex-futebolista paraguaio que atuava como atacante.

## Carreira
Ao longo de sua carreira, ele jogou por vários times paraguaios e Asiáticos, mais especificamente da China e Japão. Delvalle foi chamado para o seleção paraguaia durante 1995 para alguns jogos, a maioria deles amistosos.
Os destaques de sua carreira incluem vencer o Associação Chinesa de futebol Chuteira de Ouro em 2000 e artilheiro do torneio paraguaio Segunda Divisão Paraguai de 2005 enquanto jogava para o Club Sport Colombia.

## Títulos
Beijing Guoan
- Copa da China: 1997, 2003[2]